# Port (Ain)
Port és un municipi francès situat al departament de l'Ain i a la regió d'Alvèrnia-Roine-Alps. L'any 2007 tenia 881 habitants.

## Demografia

### Població
El 2007 la població de fet de Port era de 881 persones. Hi havia 376 famílies de les quals 103 eren unipersonals (45 homes vivint sols i 58 dones vivint soles), 136 parelles sense fills, 112 parelles amb fills i 25 famílies monoparentals amb fills.
La població ha evolucionat segons el següent gràfic:
Habitants censats

### Habitatges
El 2007 hi havia 400 habitatges, 374 eren l'habitatge principal de la família, 14 eren segones residències i 12 estaven desocupats. 221 eren cases i 173 eren apartaments. Dels 374 habitatges principals, 188 estaven ocupats pels seus propietaris, 179 estaven llogats i ocupats pels llogaters i 7 estaven cedits a títol gratuït; 4 tenien una cambra, 40 en tenien dues, 83 en tenien tres, 97 en tenien quatre i 150 en tenien cinc o més. 267 habitatges disposaven pel capbaix d'una plaça de pàrquing. A 193 habitatges hi havia un automòbil i a 154 n'hi havia dos o més.

### Piràmide de població
La piràmide de població per edats i sexe el 2009 era:
| Homes | Edats   | Dones |
| ----- | ------- | ----- |
| 0     | 95 o +  | 0     |
| 0     | 90 a 94 | 0     |
| 12    | 85 a 89 | 0     |
| 0     | 80 a 84 | 8     |
| 4     | 75 a 79 | 8     |
| 12    | 70 a 74 | 12    |
| 16    | 65 a 69 | 28    |
| 24    | 60 a 64 | 12    |
| 4     | 55 a 59 | 8     |
| 24    | 50 a 54 | 24    |
| 32    | 45 a 49 | 20    |
| 64    | 40 a 44 | 28    |
| 28    | 35 a 39 | 28    |
| 48    | 30 a 34 | 76    |
| 36    | 25 a 29 | 48    |
| 32    | 20 a 24 | 12    |
| 28    | 15 a 19 | 16    |
| 28    | 10 a 14 | 24    |
| 28    | 5 a 9   | 40    |
| 40    | 0 a 4   | 32    |

## Economia
El 2007 la població en edat de treballar era de 595 persones, 458 eren actives i 137 eren inactives. De les 458 persones actives 404 estaven ocupades (222 homes i 182 dones) i 54 estaven aturades (26 homes i 28 dones). De les 137 persones inactives 52 estaven jubilades, 39 estaven estudiant i 46 estaven classificades com a «altres inactius».

### Ingressos
El 2009 a Port hi havia 351 unitats fiscals que integraven 855 persones, la mediana anual d'ingressos fiscals per persona era de 18.343 €.

### Activitats econòmiques
Dels 51 establiments que hi havia el 2007, 1 era d'una empresa extractiva, 13 d'empreses de fabricació d'altres productes industrials, 6 d'empreses de construcció, 8 d'empreses de comerç i reparació d'automòbils, 1 d'una empresa de transport, 3 d'empreses d'hostatgeria i restauració, 4 d'empreses financeres, 2 d'empreses immobiliàries, 5 d'empreses de serveis, 5 d'entitats de l'administració pública i 3 d'empreses classificades com a «altres activitats de serveis».
Dels 10 establiments de servei als particulars que hi havia el 2009, 2 eren tallers de reparació d'automòbils i de material agrícola, 1 paleta, 1 fusteria, 1 lampisteria, 1 empresa de construcció, 1 perruqueria i 3 restaurants.
Dels 3 establiments comercials que hi havia el 2009, 1 era un hipermercat, 1 un supermercat i 1 una llibreria.

## Equipaments sanitaris i escolars
El 2009 hi havia una escola elemental.

## Poblacions més properes
El següent diagrama mostra les poblacions més properes.